# Volleybal op de Olympische Jeugdzomerspelen 2010
Volleybal is een van de olympische sporten die beoefend worden tijdens de Olympische Jeugdzomerspelen 2010 in Singapore. De wedstrijden zullen worden gespeeld van 21 tot en met 26 augustus in de Toa Payoh Sports Hall. Er is een jongens- en een meisjestoernooi. Er wordt in beide toernooien gespeeld met zes landen, die verdeeld worden in twee groepen van drie. De top twee plaatst zich voor de halve finales.

## Deelnemers
De volleyballers moeten in 1992 of 1993 geboren zijn. Elk land mag 12 spelers selecteren. Van elk van de vijf continenten speelde de winnaar van het continentaal kwalificatietoernooi. De Fédération Internationale de Volleyball hanteert de continenten Afrika, Azië, Europa, Noord-, Midden-Amerika/Caraïben en Zuid-Amerika. Het gastland mocht of bij de jongens of bij de meisjes meedoen. De overgebleven plaats ging naar de winnaar van Jeugdwereldkampioenschap 2009, tenzij dit land zich al via het continentale toernooi zou plaatsen; dan zou de plaats worden ingenomen door het beste nog niet gekwalificeerde land tijdens dat wereldkampioenschap. Een land mag zowel bij de jongens als meisjes meedoen. Gezien over alle teamsporten behalve basketbal, mag elk land slechts met 1 jongens- en 1 meisjesteam deelnemen.

## Kalender
| Augustus  | 14 | 15 | 16 | 17 | 18 | 19 | 20 | 21 | 22 | 23 | 24 | 25 | 26 |
| --------- | -- | -- | -- | -- | -- | -- | -- | -- | -- | -- | -- | -- | -- |
| Volleybal |    |    |    |    |    |    |    |    |    |    |    |    | 2  |

|  | Competitie |  | Finale |

## Medailles
| Discipline | Goud   | Zilver           | Brons   |
| ---------- | ------ | ---------------- | ------- |
| Jongens    | Cuba   | Argentinië       | Rusland |
|            |        |                  |         |
| Meisjes    | België | Verenigde Staten | Peru    |

### Medailleklassement
| Plaats | Land             | NOC    | Goud | Zilver | Brons | Totaal |
| ------ | ---------------- | ------ | ---- | ------ | ----- | ------ |
| 1      | België           | BEL    | 1    | 0      | 0     | 1      |
| 1      | Cuba             | CUB    | 1    | 0      | 0     | 1      |
| 3      | Argentinië       | ARG    | 0    | 1      | 0     | 1      |
| 3      | Verenigde Staten | USA    | 0    | 1      | 0     | 1      |
| 5      | Peru             | PER    | 0    | 0      | 1     | 1      |
| 5      | Rusland          | RUS    | 0    | 0      | 1     | 1      |
| Totaal | Totaal           | Totaal | 2    | 2      | 2     | 6      |